# ГЕС Ванета-Експансіон
ГЕС Ванета-Експансіон — гідроелектростанція на південному заході Канади у провінції Британська Колумбія. Знаходячись після ГЕС Севен-Майл, становить нижній ступінь каскаду на річці Панд-Орей, лівій притоці Колумбії (має устя на узбережжі Тихого океану на межі штатів Вашингтон та Орегон).
З 1950-х років на Панд-Орей працювала ГЕС Ванета, споруджена компанією Consolidated Mining and Smelting Company of Canada Limited та викуплена BC Hydro у 2018 році. Для її роботи річку за півкілометра від устя перекрили бетонною гравітаційною греблею висотою 64 метри та довжиною 290 метрів, яка утримує витягнуте по долині на 6 км водосховище з припустимим коливанням рівня поверхні у операційному режимі між позначками 457,8 та 462,6 метра НРМ. На початку 2010-х цей резервуар вирішили використати для живлення ще однієї станції, котра належала іншим власникам.
На відміну від пригреблевого машинного залу ГЕС Ванета, аналогічну споруду нового проекту розташували за 0,25 км нижче по правобережжю, сполучивши її зі сховищем двома тунелями діаметром по 10,5 метра. Тут встановили дві турбіни типу Френсіс потужністю по 167 МВт, розрахованих на використання напору у 61,3 метра.
Видача продукції відбувається по ЛЕП, що працюють під напругою 230 кВ.
Проект спільно реалізували компанії Fortis (51%), Columbia Power Corporation (32,5%) та Columbia Basin Trust (16,5%).